# 月亭八光
月亭 八光（つきてい はちみつ、1977年4月20日 - ）は、日本の落語家、タレント、俳優。本名∶寺脇 星次。
大阪府大阪市福島区出身。大阪市港区在住。吉本興業所属。血液型B型。月亭八方の長男。姉は一般人であるため、非公表。

## 来歴
- 1993年、宝塚市立南ひばりガ丘中学校卒業。
- 1996年4月1日、北陽高等学校卒業後、実父の八方に正式に弟子入りする[1]（実際は4月1日の当日に寝坊したために翌日2日が入門になった）。笑福亭仁鶴の落語を聴いたことで落語に興味を持ったと語っている。
- 2004年12月7日、レギュラー出演している番組『ごきげん!ブランニュ』（ABCテレビ）のあるコーナーで出会った兵庫県出身20代後半のSHINO（当時の職業はイベントコンパニオン）と結婚。2005年に長女を、2008年には次女を授かる。妻は八光との結婚後も、体型と本名にちなんだ「ポッチャルSHINO」という名義で、同番組のロケにたびたび出演している。
- 2007年から、先輩を持ち上げる芸が吉本の先輩たちの間で話題になり、太鼓持ちとか、「接待芸人」とか、誰でも「社長」と呼ぶことから、「社長芸（命名は、ハイヒール）」とも呼ばれている。今田耕司に至っては、八光のこの社長芸に気分を良くし、「八光に毎週会って気分を良くしたいので、大阪でレギュラー番組を持ちたい」と言っている。
- 2008年4月9日からは、『ナイトinナイト』（ABCテレビの関西ローカル深夜枠）の水曜日で放送を開始した『今ちゃんの「実は…」』に準レギュラーとして出演。同番組の収録後には、毎回のように今田と一緒にご飯を食べに行っているという。
- 2010年より8月3日を「はちみつの日」と題して毎年独演会を開催。[2]2011年にも開催した。
- 2011年5月12日、大阪市中央区に自身がプロデュースするカフェ「Galette&Crepe 888cafe」をオープンものちに閉店。

## 実父との関係
八光という高座名の由来は、「親の七光を越えてほしい」という、八方の父としての想いから付けられたものである。その一方でよく他の先輩芸人に「父親に頼りすぎ」などと評されている。本人も相撲の若貴を見習って一時期、親子の縁を切って師弟のみの関係となったが、親子ともにそれを忘れてしまい頓挫。現在は蝶ネクタイに短パンの、いわゆるアホボンルックで登場するなど、むしろ親の七光りを自らの芸風としている。
元々仁鶴に弟子入りしたかったが、八方が仁鶴に気を使うからという理由で却下。その次に大大師匠である米朝への弟子入りを母親に相談すると「3日で八方超す気か？」と反対される。ならばと今度は八方に大師匠の可朝に弟子入りの相談をしたら、八方と八光が兄弟弟子になりややこしくなること、可朝自身がこのころ既に吉本興業からケーエープロダクションに移籍していたことや、親子での仕事がしづらいなどの理由や「父に面倒を見てもらえばよい」という可朝の考えもあり、却下された（八方曰く、「うちの師匠の連絡先知らん」）。その後、正式に入門するため、八方がレギュラーを務めていた毎日放送『すてきな出逢い いい朝8時』の生放送終了後、近所の喫茶店で話し合いが設けられ、正式に入門が許された。
ほかに用意されていた高座名は「小八方」「光八（みつばち）」など。他にも子供の頃からお世話になっていたザ・ぼんちのぼんちおさむからは「ぼん八（ぼんぱち）」など候補があった。どれも漢字の「八」が入っている。
他に親子で兄弟弟子という落語家は、三遊亭好楽・三遊亭王楽、2代目桂春蝶・3代目桂春蝶などの例がある（ただし3代目春蝶は、父である2代目が没してから入門している）。そのため王楽、3代目春蝶、2代目林家木久蔵、2代目林家三平と通称「坊ちゃん5」として、落語会やテレビで活動している。
現在は、天満天神繁昌亭、月亭会、弟弟子の月亭方正との二人会で落語をする機会が増えたため、もともと師匠である父の教育方針が自由である事も手伝い、八方だけではなく叔父弟子に当たる桂南光、桂ざこばらにも稽古をつけてもらっている。主なよく掛けるネタに南光に教わった「ちりとてちん」や「初天神」、「犬の目」などがある。また2012年の平成紅梅亭では「雨乞い源兵衛」を演じた。またR-1ぐらんぷりには紙芝居を用いたネタで出場した。

## 人物

結三柏は、桂米朝一門の定紋であるが、月亭一門は変え紋として月紋を併用。

交友関係が広く、吉本興業の先輩をはじめ藤山直美、桂南光、桂ざこばなどと親交がある。またロックバンド・メレンゲのボーカル・クボケンジとは中学時代の同級生の間柄。
三浦理恵子の大ファンであり、読売テレビ『なるトモ!』に三浦が出演しているのを見た際、用事が無いのに読売テレビまで見に行ったほどである。
関ジャニ∞の横山裕とは一時期週4で遊んでいたほど仲が良い。現在でも横山が大阪に来るたびに遊んでいる。横山と友人の生田斗真ともユニバーサル・スタジオ・ジャパンに遊びに行く仲。横山と仲が良いのが関ジャニ∞ファンの中で有名なため、街中でファンから「関ジャニ∞に渡してください」とチョコレートやお菓子をもらうが、渡す機会がないため、子供が食べているという。
仲の良い後輩芸人は、ウーイェイよしたか（スマイル）、西代洋（ミサイルマン）、市川義ー（女と男）などである。
苦手なものは水泳で、全く泳げない。しかし、吉本水泳選手権ジャイケルグランプリの「25mをロープで引っ張ってもらう」競技で、驚異の10秒96（世界記録のラップよりも早いタイム）を出した。
子供の大好物が「アイスとココア」 嫁の普段着がかなりの露出で、パンツが丸見えらしく「エロい嫁」と言われるが、「（ふっくらしすぎて）気持ち悪い」と言われている。
本人いわく、明石家さんまの有名なギャグ「アホちゃいまんねん、パーでんねん」は、昔、楽屋でさんまに「お前はアホか」といわれた八光（当時小学校2年生）が「アホちゃいまんねんパーでんねん」と答えて、さんまがその言葉を5000円（八方は1万円と言っていた）で買ったことに始まる（その5000円は現在でもさんまからもらっていないが、後から父親の八方がもらっていたと言われた）。ギャグは売った翌週のフジテレビ「オレたちひょうきん族」で早速さんまが使っていたとのこと。
『秘密のケンミンSHOW』では、大阪の「オカン」たちから、人物として高く評価されている一方、芸人としての評価は厳しいとの調査結果が出た。八光は「街なかのオバチャンたちのほうが芸歴で言ったら自分より上」とコメントし、大阪の「オカン」の玄人ぶりについて話した。また大御所の芸人から「オカンによろしくな！」と言われるという。
なお、「ごきげん!ブランニュ」では、彼がサロマ湖100キロウルトラマラソンを完走するまでの間、「八光」ではなく「サロ光」と呼ばれる。

## 出演

### テレビバラエティ
現在の出演番組
- マルコポロリ!（関西テレビ） - 準レギュラー
- よ〜いドン!（関西テレビ） - 木・金曜
- かんさい情報ネットten.（読売テレビ） - 不定期

過去の出演番組
- すてきな出逢い いい朝8時（毎日放送）
- っちゅ〜ねん!（毎日放送）- 木曜レギュラー
- ロケみつ フライデー（毎日放送）[8]
- ちちんぷいぷい（毎日放送）※準レギュラーを経て、2011年10月から2021年3月の番組終了まで水曜日にレギュラー出演。
- あさトラ!（毎日放送）
- なまみつ（毎日放送）※MC
- ごきげん!ブランニュ（朝日放送）
- 今ちゃんの「実は…」（朝日放送）※不定期 など
- 熱血!人情派コメディ しゃかりき駐在さん（朝日放送）
- 大阪再発見バラエティ 八光のじもとモット!（テレビ大阪）
- たかじん胸いっぱい（関西テレビ）※不定期
- ぶったま!（関西テレビ）
- 扇町寄席（毎月第1、2日曜6時30分、関西テレビ、2008年10月5日 -2009年12月13日 ）
- それ行け!ハピはちワゴン〜"ありがとう"を届けませんか?〜（関西テレビ）
- 情報満載 ひるまで!すっぴん!（読売テレビ）
- 土曜はダメよ!（読売テレビ）※準レギュラー
- うまんちゅ（関西テレビ、2013年 - 2024年）※2013年から2024年まで準レギュラー
- 特盛!よしもと 今田・八光のおしゃべりジャングル→今田耕司のネタバレMTG（読売テレビ）

### ネット番組
- プロポーズ大作戦 なにわフィーリングカップル5vs5（2017年6月23日 - 2018年9月10日、大阪チャンネル） - 司会

### ラジオ
- MBSサウンドキングダム（MBSラジオ）
- ゴーJ!（MBSラジオ）
- ハンドレッドレディオ（MBSラジオ）
- 土曜のお昼は、やっぱり八光!（ラジオ大阪、2025年4月 - ）

### 映画
- おもちゃ（1999年）山下 役
- 子猫の涙（2007年）月亭八方 役
- 新社屋完成記念 The ショートフィルムズ・イエスタデイワンスモア（2008年）

### テレビドラマ
- ふたりっ子（1996年）奨励会員 役
- 女性捜査官アイキャッチャー（1999年）3・4話 滝島元 役
- グッド★コンビネーション（2001年）
- わろてんか（2017年）落語家 役

### 舞台
- 京橋花月よる芝居こけら落とし公演『かさ』（2008年12月1日～20日、京橋花月）

### CM
- みっくちゅじゅーちゅ（サンガリア）
- 大阪みたらし小餅（千鳥屋大阪総本店）
- ジャンボカラオケ広場（2010年3月 - ）八方含め一家で出演。

## その他
- はちみつプリーム - スイーツをプロデュース